# Murina leucogaster
Murina leucogaster (Milne-Edwards, 1872) è un pipistrello della famiglia dei Vespertilionidi diffuso nel Subcontinente indiano e in Cina.

## Descrizione

### Dimensioni
Pipistrello di piccole dimensioni, con la lunghezza della testa e del corpo tra 47 e 49 mm, la lunghezza dell'avambraccio tra 40 e 44 mm, la lunghezza della coda tra 35 e 40 mm, la lunghezza del piede tra 9 e 10 mm, la lunghezza delle orecchie tra 14 e 15 mm e un peso fino a 9 g.

### Aspetto
La pelliccia è lunga e densa. Le parti dorsali sono marroni con la base dei peli grigiastra, mentre le parti ventrali sono biancastre, con i fianchi marroni chiari. Il muso è scuro, stretto, allungato, con le narici protuberanti e tubulari. Gli occhi sono molto piccoli. Le orecchie sono corte, arrotondate, ben separate, con una rientranza a metà del bordo posteriore e con una piccola proiezione appuntita alla base del bordo anteriore. Il trago è lungo, affusolato, curvato in avanti e con un piccolo lobo alla base posteriore. Le membrane alari sono bruno-grigiastre e attaccate posteriormente alla base dell'artiglio dell'alluce. I piedi sono piccoli e ricoperti di peli. La punta della lunga coda si estende leggermente oltre l'ampio uropatagio, il quale è densamente ricoperto di peli. Il calcar è lungo.

## Biologia

### Comportamento
Si rifugia in grotte, alberi e nelle case.

### Alimentazione
Si nutre di insetti catturati sia nelle foreste che in zone aperte.

## Distribuzione e habitat
Questa specie è diffusa nella parte nord-orientale del Subcontinente indiano, nella Cina meridionale ed orientale. Le precedenti osservazioni effettuate in Thailandia e Vietnam si riferiscono a nuove specie, tra le quali M.harrisoni..
Vive nelle foreste secondarie in prossimità di corsi d'acqua.

## Tassonomia
Sono state riconosciute 2 sottospecie:
- M.l.leucogaster: Cina orientale e meridionale;
- M.l.rubex (Thomas, 1916): Nepal orientale, stati indiani del Sikkim, Bihar, Meghalaya; Bhutan.

## Conservazione
La IUCN Red List, considerata la confusione circa la sua tassonomia e la mancanza di informazioni sufficienti sull'effettiva diffusione, lo stato della popolazione e le eventuali minacce, classifica M.leucogaster come specie con dati insufficienti (DD).